# Miki Nakao
Miki Nakao (Japón, 25 de junio de 1978) es una nadadora japonesa retirada especializada en pruebas de estilo espalda, donde consiguió ser medallista de bronce olímpica en 2000 en los 200 metros.

## Carrera deportiva
En los Juegos Olímpicos de Sídney 2000 ganó la medalla de bronce en los 200 metros estilo espalda, con un tiempo de 2:11.05 segundos, tras la rumana Diana Mocanu y la francesa Roxana Maracineanu (plata con 2:10.25 segundos que fue récord nacional francés).